# Maksura
Maksura – drewniana ścianka lub krata ustawiana w meczecie, oddzielająca władcę od reszty modlących się. Później ta nazwa zaczęła obejmować całą wydzieloną przestrzeń (lożę) dla władcy.